# 白い花 (TRIPLANEの曲)
白い花（しろいはな）は、日本のバンド「TRIPLANE」の8枚目のシングルである。2008年12月3日発売。発売元はtearbridge records。

## 概要
前作から4ヶ月ぶりとなるシングル。CDとCD+DVDの2形態発売。初回生産限定盤CDには、シングル曲とアルバム曲のアコースティックVer.を収録。初回限定盤DVDには全国アコースティックLIVEツアードキュメンタリー映像、filmo×白い花 コラボ企画最優秀作品ショートムービーを収録。

## 収録曲

### CD

#### 初回生産限定盤
- 全作詞・作曲：江畑兵衛
- 通常盤M2以外編曲：TRIPLANE/笹路正徳

1. 白い花（6:00）[2]
2. 白い花～オーケストラVer.～（6:01）[2]
3. 夏が終われば～アコースティックLIVE Ver.～（4:47）[2]
4. モノローグ～アコースティックLIVE Ver.～（5:22）[2]
5. Dear friends～アコースティックLIVE Ver.～（4:29）
6. 僕らの街～アコースティックLIVE Ver.～（4:59）[2]
7. ココロハコブ～アコースティックLIVE Ver.〜（3:23）[2]

#### 通常盤
1. 白い花（6:00）[1]
2. addiction（4:23）
編曲：TRIPLANE/多胡邦夫/横山裕章[1]
3. 白い花～オーケストラVer.〜（5:58）[1]

### 初回生産限定盤DVD
1. 全国アコースティックLIVEツアードキュメンタリー映像
2. filmo×白い花 コラボ企画最優秀作品ショートムービー

## タイアップ
- 白い花：札幌テレビ「どさんこワイド」2009年1月17時台エンディングテーマ